# Тепакан (муниципалитет)
Тепака́н (исп. Tepakán) — муниципалитет в Мексике, штат Юкатан, с административным центром в одноимённом посёлке. Численность населения, по данным переписи 2010 года, составила 2226 человек.

## Общие сведения
Название Tepakán c майяйского языка можно перевести как: место, где растёт фиговый кактус.
Площадь муниципалитета равна 109 км², что составляет 0,27 % от площади штата, а максимальная высота — 9 метров над уровнем моря, расположена в поселении Покчейна.
Он граничит с другими муниципалитетами Юкатана: на северо-западе с Кансакабом, на северо-востоке с Темашем, на востоке с Текаль-де-Венегасом, на юге с Исамалем, и на западе с Теей.

## Учреждение и состав
Муниципалитет был образован в 1921 году, в его состав входит 6 населённых пунктов, самые крупные из которых:
| Код INEGI                  | Населённый пункт                                                                | Численность населения (2005 год) | Численность населения (2010 год) |
| -------------------------- | ------------------------------------------------------------------------------- | -------------------------------- | -------------------------------- |
| 086                        | Всего                                                                           | 2091                             | 2226                             |
| 0001                       | Тепакан (исп. Tepakán) 21°02′55″ с. ш. 89°02′20″ з. д. (административный центр) | 1923                             | 2064                             |
| 0002                       | Кантириш (исп. Kantirix) 21°01′50″ с. ш. 89°01′50″ з. д.                        | 168                              | 156                              |
| —                          | Прочие                                                                          | —                                | 6                                |
| Названия на карте Генштаба |                                                                                 |                                  |                                  |

## Экономика
По статистическим данным 2000 года, работоспособное население занято по секторам экономики в следующих пропорциях:
- торговля, сферы услуг и туризма — 37,8 %;
- сельское хозяйство и скотоводство — 35 %;
- производство и строительство — 26,4 %;
- безработные — 0,8 %.

## Инфраструктура
По статистическим данным 2010 года, инфраструктура развита следующим образом:
- протяжённость дорог: 30,5 км;
- электрификация: 96,8 %;
- водоснабжение: 88,5 %;
- водоотведение: 54,8 %.

## Достопримечательности
В муниципалитете можно посетить:
- церкви Успения и Святого Антония;
- монумент памяти генерала Хосе Мария Морелоса.

## Фотографии

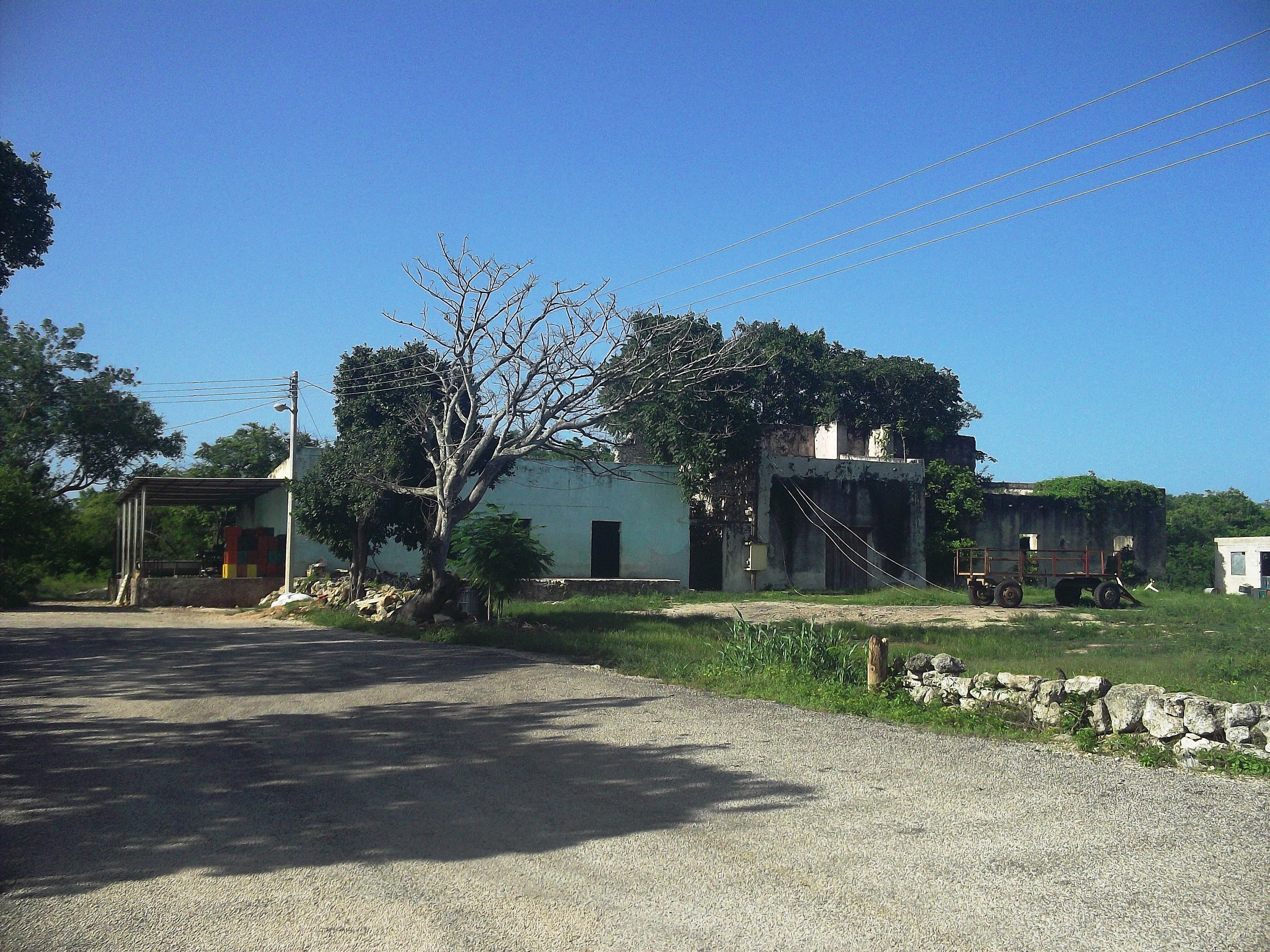
Центр Кантериша
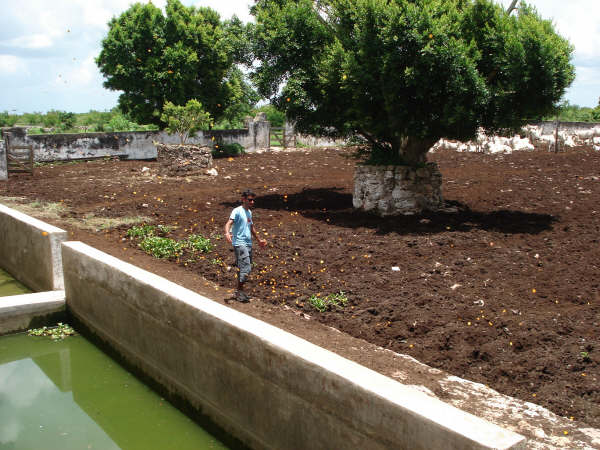
Ранчо Покчейна